# Acacia fasciculifera
Acacia fasciculifera é uma espécie de leguminosa do gênero Acacia, pertencente à família Fabaceae.